# Programa Visa J1

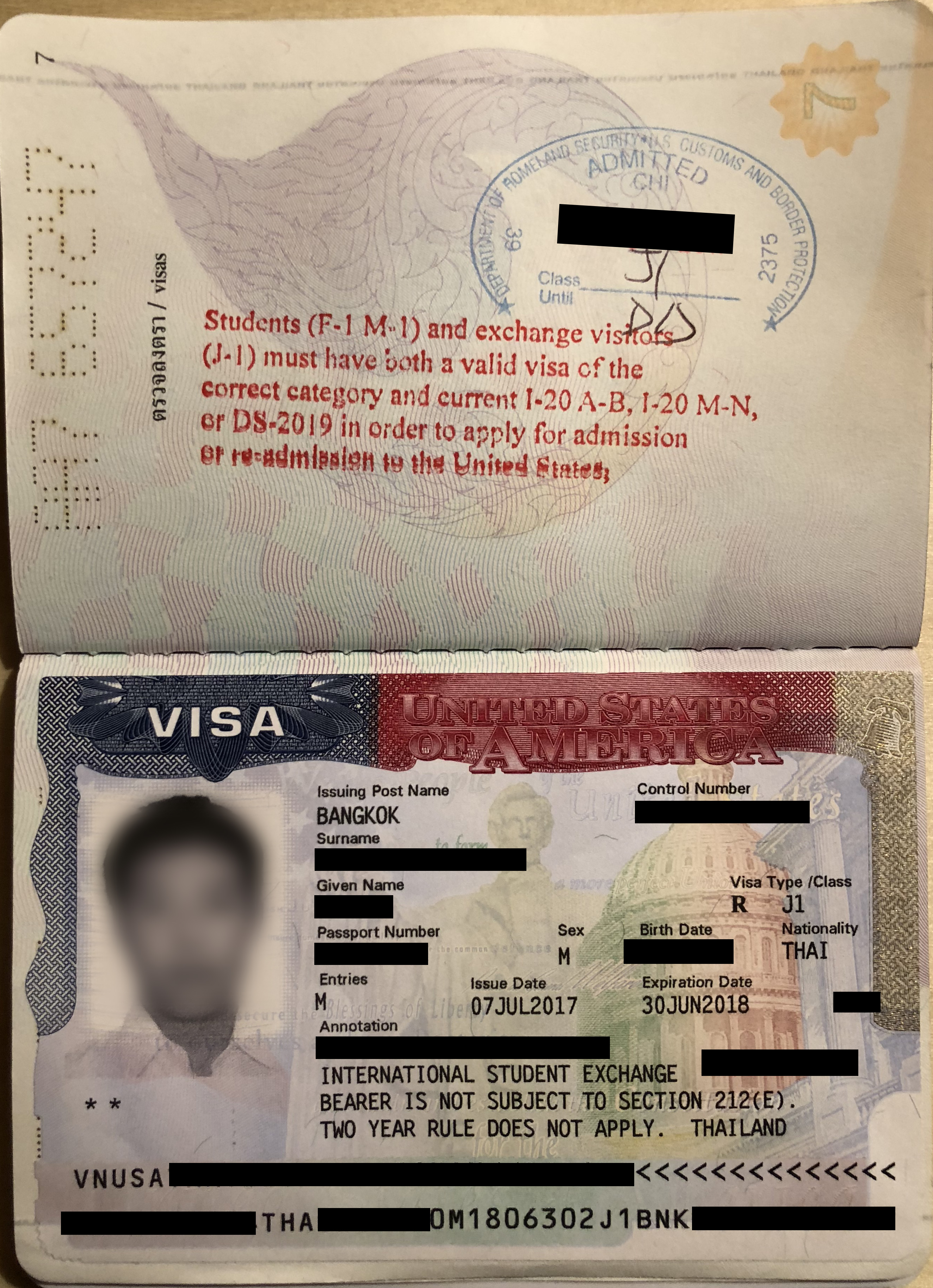
Visa J1 de los Estados Unidos

El Programa Visa J-1 es una visa para no-inmigrantes extendida por los Estados Unidos para los visitantes de intercambio que participan en los programas para la promoción del intercambio cultural, especialmente en formación empresarial. Todos los participantes deben cubrir los criterios de elegibilidad y estar patrocinados por una empresa anfitriona del sector privado, o por un programa gubernamental. 

## Presentación
El Programa Visa J-1 tiene como objetivo el fomento al entendimiento global a través de la promoción e intercambio de conocimientos y habilidades de candidatos internacionales que participen de una estancia en los Estados Unidos. Se creó en virtud de las disposiciones del Acta de 1961 de Intercambio Cultural y Educación Mutua.
Existen varias actividades que se pueden desarrollar dentro del marco del Programa Visa J-1: estudios (de todos los niveles académicos), prácticas profesionales en empresas, instituciones o agencias certificadas, enseñanza o estancias de investigación y períodos de formación profesional. Además, programas de intercambio y empleo de verano para estudiantes universitarios y Au Pairs.

## Procedimiento
Para participar en este programa, el interesado primero debe contactar con una Empresa o institución Anfitriona Certificada que pueda avalar su estancia en los Estados Unidos, y verificar si existe alguna posición disponible con la que pueda colaborar durante el intercambio profesional. La Empresa Anfitriona utilizará su propio criterio para evaluar el perfil candidato en función de las necesidades de la posición solicitada, además de una valoración de suficiencia de su nivel del inglés. 
Una vez aprobada esta evaluación previa, y se haya realizado una propuesta al candidato, la empresa anfitriona extenderá la Forma DS-2019, que es el documento básico con el que el candidato puede comenzar su solicitud de su Visa J-1 en la Embajada de los Estados Unidos que le corresponda, según su país de origen. 
El único autorizado de capacitar a las empresas o instituciones para extender el Certificado de Elegibilidad de Visitante Extranjero, es el Departamento de Estado de los Estados Unidos. 

## Categorías J-1
| Categoría J-1                                  | Nombre Oficial del Programa | Duración                       | Sponsors | Cantidades en 2022 |
| ---------------------------------------------- | --------------------------- | ------------------------------ | -------- | ------------------ |
| Estudiante, escuela secundaria                 | Student, Secondary School   | Uno a dos semestres académicos | 70       | 18921              |
| Au pair                                        | Au pair                     | 12 meses                       | 14       | 21449              |
| Consejero de campamento (campamento de verano) | Camp Counselor              | 4 meses                        | 26       | 21810              |
| Pasante                                        | Intern                      | Tres semanas a un año          | 96       | 16833              |
| Viajes de Trabajo de Verano                    | Summer Work Travel          | 4 meses                        | 37       | 92619              |
| Docente escolar                                | Teacher                     | 3 años                         | 67       | 4076               |
| Médico extranjero                              | Alien Physician             | 7 años                         | 1        | 3302               |
| Aprendiz                                       | Trainee                     | Tres semanas a 18 meses        | 93       | 10612              |
| Estudiante universitario                       | College Student             | Duración de estudios           | 816      | 36532              |
| Profesor universitario                         | Professor                   | Tres semanas a 5 años          | 280      | 1659               |
| Investigador académico                         | Research Scholar            | Tres semanas a 5 años          | 868      | 24331              |
| Académico a corto plazo                        | Short-Term Scholar          | 6 meses                        | 847      | 12452              |
| Especialista                                   | Specialist                  | Tres semanas a un año          | 435      | 1802               |
| Visitante del gobierno                         | Government Visitor          |                                | 29       | 2786               |
| Visitante internacional                        | International Visitor       |                                | 18       | 4599               |

## Requisitos
Los requisitos para aplicar al Programa Visa J-1 son:
- Forma DS-2019 (certificado de elegibilidad)
- Pasaporte vigente
- Cuotas pagadas (SEVIS y Visa)
- Forma DS-160 de visa no-inmigrante
- Seguro de gastos médicos internacional
- Requisitos de cada Embajada o Consulado de los Estados Unidos en donde se solicite la Visa J-1

Todos los candidatos internacionales que viajen a los Estados Unidos deberán estar registrados por sus instituciones anfitrionas en el sistema SEVIS, un banco de datos que mantiene actualizada la información sobre los estudiantes y visitantes de intercambio en Estados Unidos. Para este servicio, será necesario abonar la cuota correspondiente.

### Requisitos por categoría
- Un Visitante Internacional (international visitor) debe ser elegido por el Departamento de Estado y ser un líder reconocido en un campo especial.[1]
- Para ser consejero de campamento de verano (camp counselor) se debe tener al menos 18 años de edad, hablar inglés, y ser un estudiante de educación superior, trabajador juvenil, docente o individuo con habilidades especializadas.[2]
- Al ser Au Pair se brinda cuidados a niños de familias americanas. Se debe tener entre 18 y 26 años, tener un nivel competente de inglés, pasar una verificación de antecedentes y tener completo un nivel educativo secundario o superior. Pueden continuar su educación mientras experimentan la vida americana cotidiana.[3]
- Un Investigador Académico es un ciudadano foráneo en los Estados Unidos con el objetivo de intercambiar ideas e investigación para el beneficio mutuo de instituciones académicas americanas y extranjeras. Estos académicos están permitidos de enseñar y dar seminarios.[4]
- Un Profesor Universitario es un ciudadano extranjero que viaja a los Estados Unidos para enseñar, dar seminarios, o asesorar en una facultad o universidad. Estos profesores no pueden ser candidatos permanentes o completar un programa de profesorado dentro de los dos años precedentes de empezar el nuevo trabajo.[5]
- Para viajes de trabajo de verano (Summer Work Travel) los visitantes deben ser estudiantes de educación superior en una universidad o instituto un año antes de la fecha de inicio de la Visa J-1, tener un nivel competente de inglés y conseguir un trabajo temporal.[6]
- Un Pasante (intern) debe haberse graduado de educación superior en una universidad o instituto un año antes de la fecha de inicio de la Visa J-1. Adicionalmente, los pasantes no deben trabajar en cuidado de niños, cuidado de adultos mayores, o salud. No pueden trabajar en puestos de mano de obra no calificada ni en trabajos que requieran que más del 20% del trabajo sea administrativo o de apoyo en oficina.[7]

## Permisos
El Programa Visa J-1 permite:
- Participar en un programa de formación profesional o de prácticas profesionales
- Obtener un número de seguridad social
- Obtener un permiso de conducir

## Restricciones
El Programa Visa J-1 no permite:
- Cambiar de empleador patrocinador
- Otro empleo fuera del establecido dentro del Programa Visa J-1
- Extender el programa de entrenamiento más de 18 meses

## Seguro de gastos médicos internacional
El Código de Regulaciones Federales de los Estados Unidos exige que todos los participantes de un programa de intercambio posean una cobertura médica suficiente que los ampare en caso de enfermedad o accidente durante la duración de su estancia bajo el Programa Visa J-1. Esta cobertura médica debe respetar los criterios del Departamento de Estado de los Estados Unidos. 
- Tratamiento médico – ilimitado
- Tratamiento dental de emergencia – $400 dólares
- Pasaje de regreso – hasta $2,500 dólares
- Discapacidad – $100,000 dólares, o muerte – $50,000 dólares
- Hurto, robo, o daños a bienes personales – $4,500 dólares
- Lesiones a terceros o daños a bienes terceros – $1,000,000 dólares * 	Litigios – $30,000 dólares
- Demoras – $400 dólares